# 준몬테카를로 방법
준몬테카를로 방법(Quasi-Monte Carlo method)은 저불일치 수열(Low-discrepancy sequence)을 사용해 몬테카를로 방법을 개선한 수치적분이다.
준몬테카를로 방법에서는 몬테카를로 방법의 의사난수 대신 소볼 수열 등의 저불일치 수열을 사용한다.

## 같이 보기
- 마르코프 연쇄 몬테카를로 방법
- 차원의 저주